# المرة الأولى
المرة الأولى (بالإنجليزية: The First Time)‏ هو فيلم كوميديا ورمانسية من إخراج وتأليف جون كاسدن وبطولة ديلن أوبراين وبريت روبرتسون وفيكتوريا جاستيس وجيمس فريشفيل.
ديف هوجمان (ديلن أوبراين) هو طالب في السنة الأخير في الثانوية يحاول التقرب من جين هارمون (فيكتوريا جاستيس)، لكنه لا يستطيع الحصول عليها. أوبري ميلر (بريت روبرتسون)، طالبة في السنة قبل الأخير في الثانوية، لديها حبيب (جيمس فريشفيل) لا يفهمها. يلتقي ديف وأوبري في إحدى الأزقة وتدور بينهما محادثة تشعل شرارة التواصل، وخلال عطلة نهاية الأسبوع يتحول الأمر إلى لحظات رومانسية وسحرية ومعقدة ومضحكة حيث يكتشف الاثنان ما هو شعور أن تقع في الحب للمرة الأولى.
عرض الفيلم في صالات سينما محددة في الولايات المتحدة في أكتوبر 2012. صدر الفيلم على أقراص DVD وبلو راي في 12 مارس، 2013.

## روابط خارجية
- الموقع الرسمي
- المرة الأولى على موقع IMDb (الإنجليزية)
- المرة الأولى على موقع ميتاكريتيك (الإنجليزية)
- المرة الأولى على موقع روتن توميتوز (الإنجليزية)
- المرة الأولى على موقع نتفليكس (الإنجليزية)
- المرة الأولى على موقع قاعدة بيانات الأفلام العربية
- المرة الأولى على موقع ألو سيني (الفرنسية)
- المرة الأولى على موقع Turner Classic Movies (الإنجليزية)
- المرة الأولى على موقع أول موفي (الإنجليزية)
- المرة الأولى على موقع بوكس أوفيس موجو (الإنجليزية)
- المرة الأولى على موقع فيلمافينيتي (الإسبانية)
- المرة الأولى في قاعدة بيانات الأفلام العربية